# صیادان سفلی
صیادان سفلی، روستایی در دهستان کوه خواجه بخش تیمورآباد شهرستان هامون در استان سیستان و بلوچستان ایران است. این روستا، مرکز دهستان کوه خواجه است.

## جمعیت
بر پایه سرشماری عمومی نفوس و مسکن در سال ۱۳۹۵، جمعیت این روستا برابر با ۴۰۸ نفر (۱۳۲ خانوار) بوده است.